# Liptów

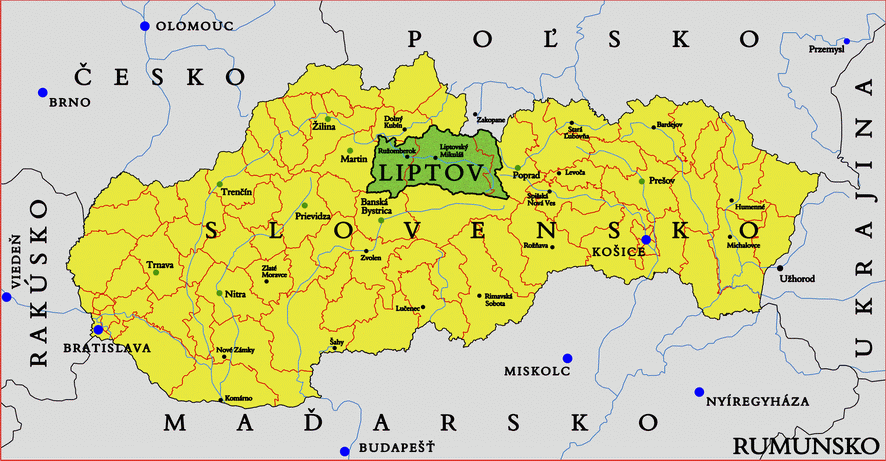
Liptów

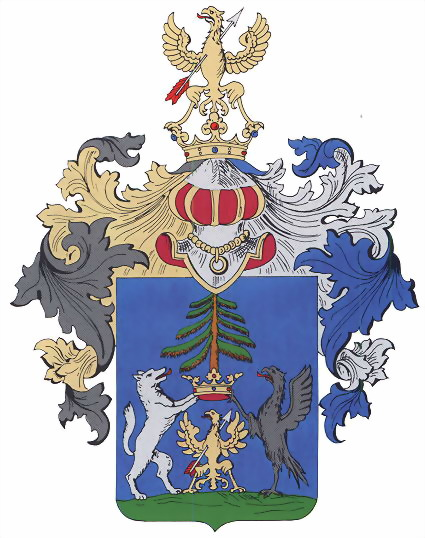
Herb dawnego komitatu Liptów

Liptów (słow. Liptov, łac. Liptovium, niem. Liptau, węg. Liptó) – kraina historyczna (dawny komitat, żupa) w dawnych północnych (tzw. Górnych) Węgrzech i jednocześnie region, zajmujący środkowo-północną część obecnej Słowacji, w dorzeczu górnego Wagu.

## Położenie i obszar
Liptów obejmuje obszar centralnie położonej Kotliny Liptowskiej oraz stoki otaczających ją pasm górskich: Tatr Wysokich (częściowo), Tatr Zachodnich i Gór Choczańskich od północy, Wielkiej Fatry od zachodu i Niżnych Tatr od południa. Na wschodzie granicą Liptowa jest niewysoki dział wodny w rejonie wsi Szczyrba (słow. Štrba), przez który Kotlina Liptowska graniczy z Kotliną Popradzką.
Jako kraina historyczna Liptów na wschodzie sąsiaduje ze Spiszem, na południowym wschodzie z Gemerem, na południowym zachodzie z terenami dawnej żupy zwoleńskiej, na zachodzie z Turcem, zaś na północy z Orawą i - przez grzbiet Tatr - z polskim Podhalem.
Powierzchnia Liptowa, przyjmowana tu jako powierzchnia żupy liptowskiej w 1910 r., liczy 2 247 km². Według aktualnego podziału administracyjnego Słowacji odpowiada to dość dokładnie dzisiejszym powiatom Rużomberk i Liptowski Mikułasz z kraju żylińskiego z dodatkiem na wschodzie gmin Szczyrba, Szczyrbskie Jezioro i Liptovská Teplička, należących już do powiatu Poprad w kraju preszowskim.

## Ukształtowanie terenu
Kotlina Liptowska, przecięta ze wschodu na zachód Wagiem, nie prezentuje płaskiej równiny, lecz jest stosunkowo mocno pofalowana. Obłe, lecz dość wysokie ciągi wzgórz porozdzielane są obniżeniami z ciekami licznych dopływów Wagu, które w swych wyższych partiach rozcinają otaczające kotlinę zbocza górskie długimi i często bardzo głębokimi dolinami. Najbardziej płaską dawniej część kotliny zajmuje dzisiejszy zbiornik wodny Liptovská Mara.

## Historia
Pierwsza wzmianka o Liptowie pochodzi z 1231 r. Samodzielna żupa liptowska powstała ok. 1340 r. Jej siedzibą były kolejno: Zamek Liptowski (tzw. Zamek Sielnicki, słow. Liptovský Starý hrad), Liptowska Mara (dziś pod wodami jeziora zaporowego), Niemiecka (dziś Partyzancka) Lupcza, a od roku 1677 do zaniku żup w 1922 r. Liptowski Mikułasz.

## Miejscowości
Główne miejscowości Liptowa rozłożone są w Kotlinie Liptowskiej, wzdłuż rzeki Wag. Pozostałe - w większości u wylotów dolin rzecznych z otaczających je pasm górskich. 
Główne miasta: Rużomberk i Liptowski Mikułasz.

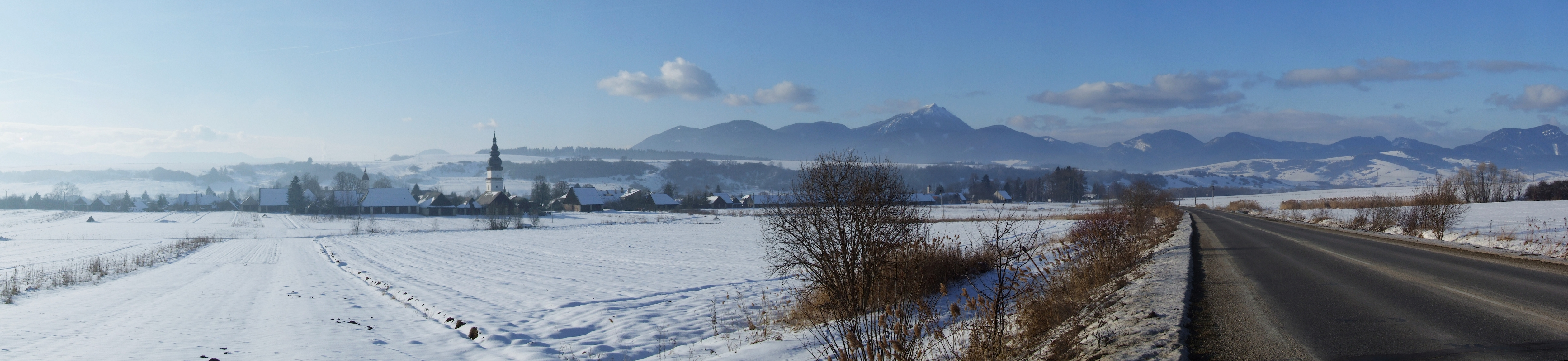
Panorama Liptowa w zimie. Po lewej Partizánska Ľupča, w głębi Góry Choczańskie z Wielkim Choczem w centrum.